# Sławomir Chrzanowski
Sławomir Chrzanowski (Dzierżoniów, 24 januari 1969) is een Pools voormalig wielrenner. Chrzanowski deed in 1996 mee aan de wegwedstrijd op de Olympische Spelen van 1996 (Atlanta). Hij eindigde als 50e, op 2:50 minuten van de winnaar, Pascal Richard.

## Belangrijkste overwinningen
1995
- 5e etappe Ronde van Polen

1996
- Eindklassement Szlakiem Grodow Piastowskich

1997
- 4e etappe Koers van de Olympische Solidariteit
- 4e etappe Baltyk-Karkonosze-Tour

1998
- 3e etappe Ronde van Polen

1999
- Warschau-Łódź

2001
- 1e etappe Szlakiem Grodow Piastowskich
- 2e etappe deel B Szlakiem Grodow Piastowskich
- 2e etappe Baltyk-Karkonosze-Tour

2003
- 3e etappe Baltyk-Karkonosze-Tour